# Periga occidentalis
Periga occidentalis är en fjärilsart som beskrevs av Lemaire 1971. Periga occidentalis ingår i släktet Periga och familjen påfågelsspinnare. Inga underarter finns listade i Catalogue of Life.